# アントン・フォン・マロン
アントン・フォン・マロン (ドイツ語: Anton von Maron　1733年1月8日 – 1808年3月3日) は、オーストリア出身でローマで活躍した画家。

## 略歴
ウィーンに生まれた。父親のヨハン・レオポルト・マロン（Johann Leopold Maron:1696–1770)は画家であった。1741年から1744年まで、ウィーン美術アカデミーで学んだ。1755年にローマに移り、アントン・ラファエル・メングスの弟子となり、メングスのスタジオに住んだ。1765年に、メングスの姉で画家でもあるテレーゼ・メングス (1725–1806)と結婚した。

1766年にイタリアの芸術家組合、アカデミア・ディ・サン・ルカの会員となり、主に肖像画を描いた。ローマの芸術家たちと交流し、1772年からウィーン美術アカデミーの再編のために貢献した。ウィーンのアカデミーで選ばれた学生は奨学金を与えられて、マロンにもとに送られるようになった。ウィーンやローマで学生を指導した。

## 作品

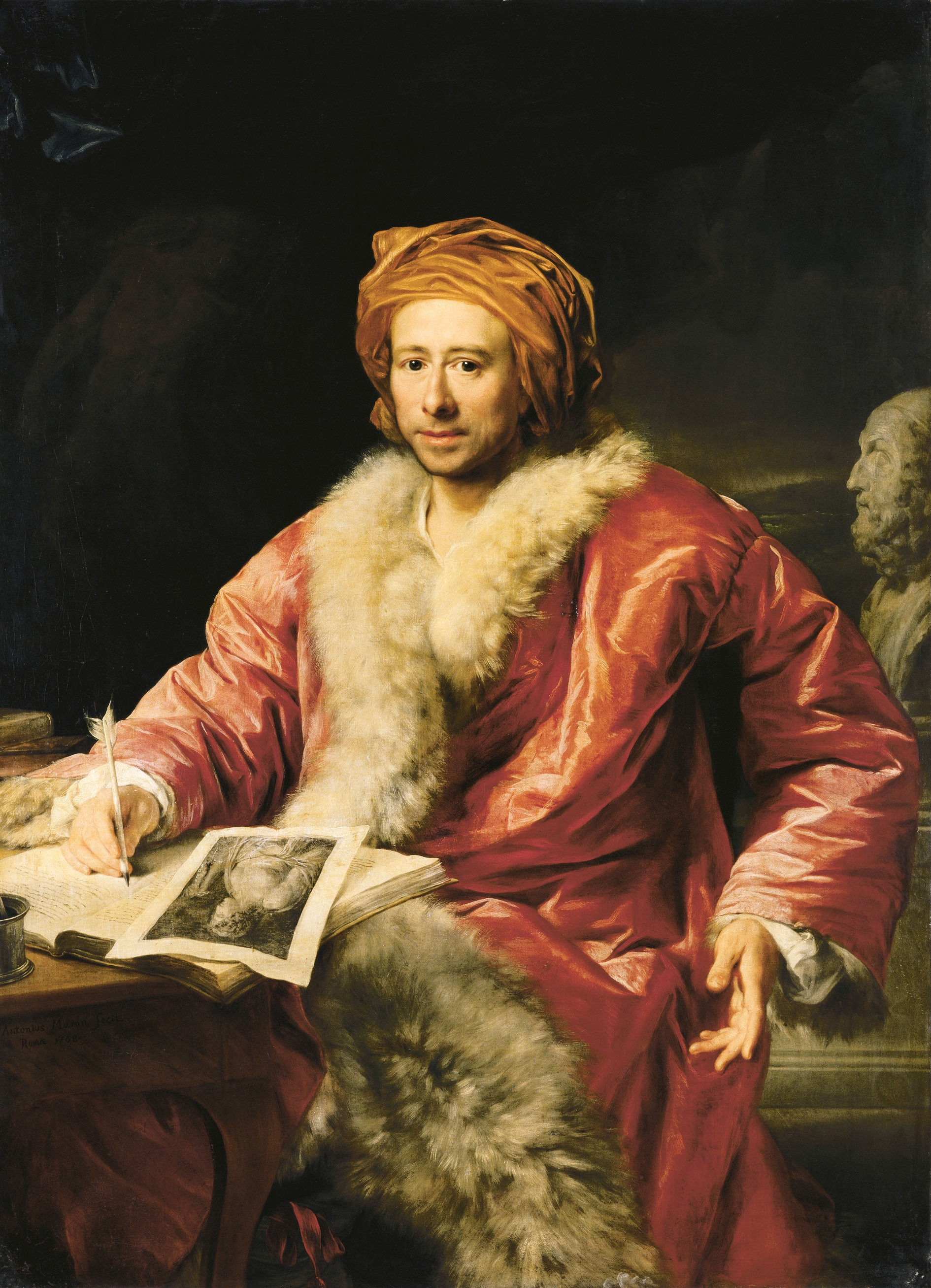
ヨハン・ヨアヒム・ヴィンケルマンの肖像　1768年
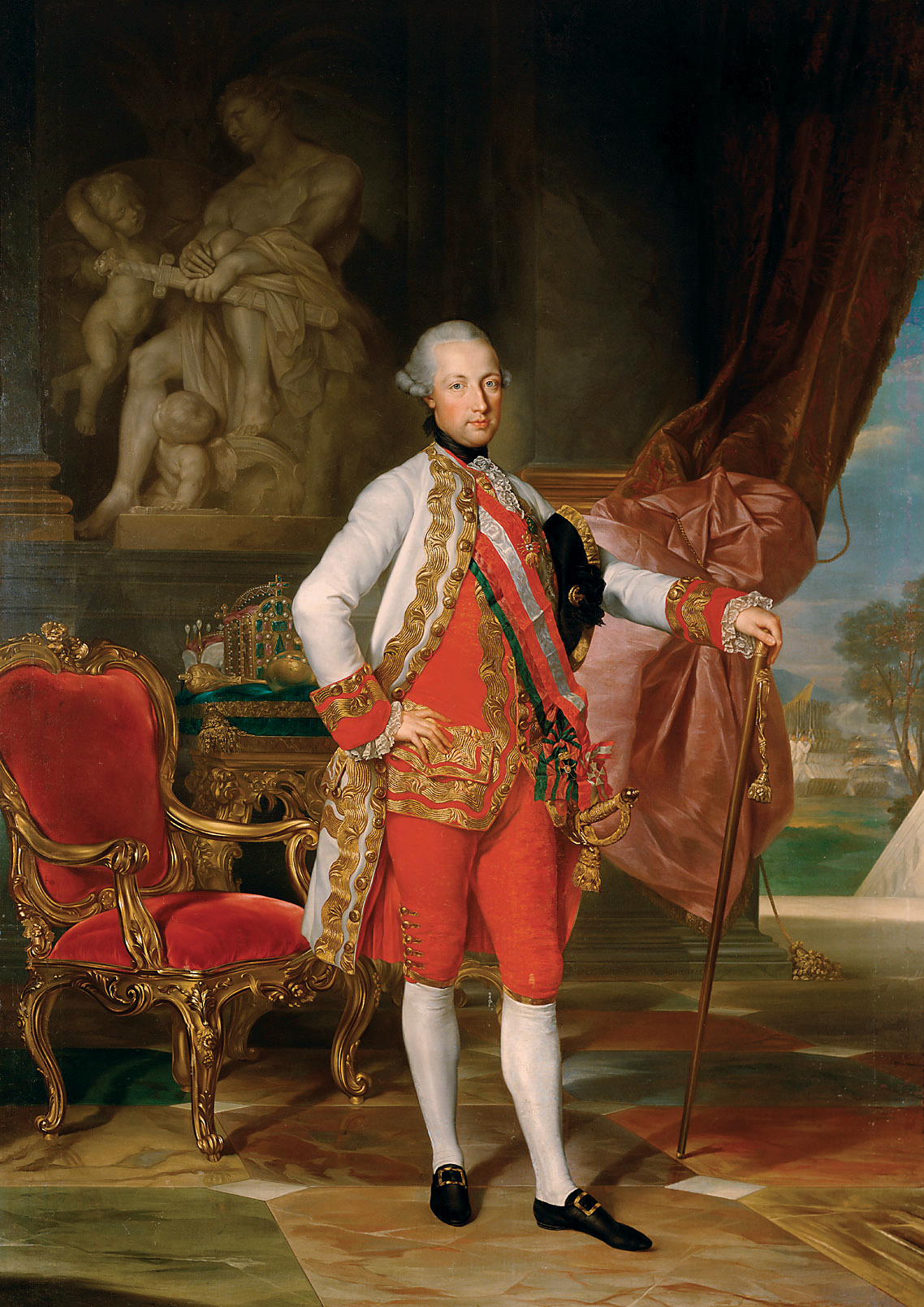
ヨーゼフ2世 1775年
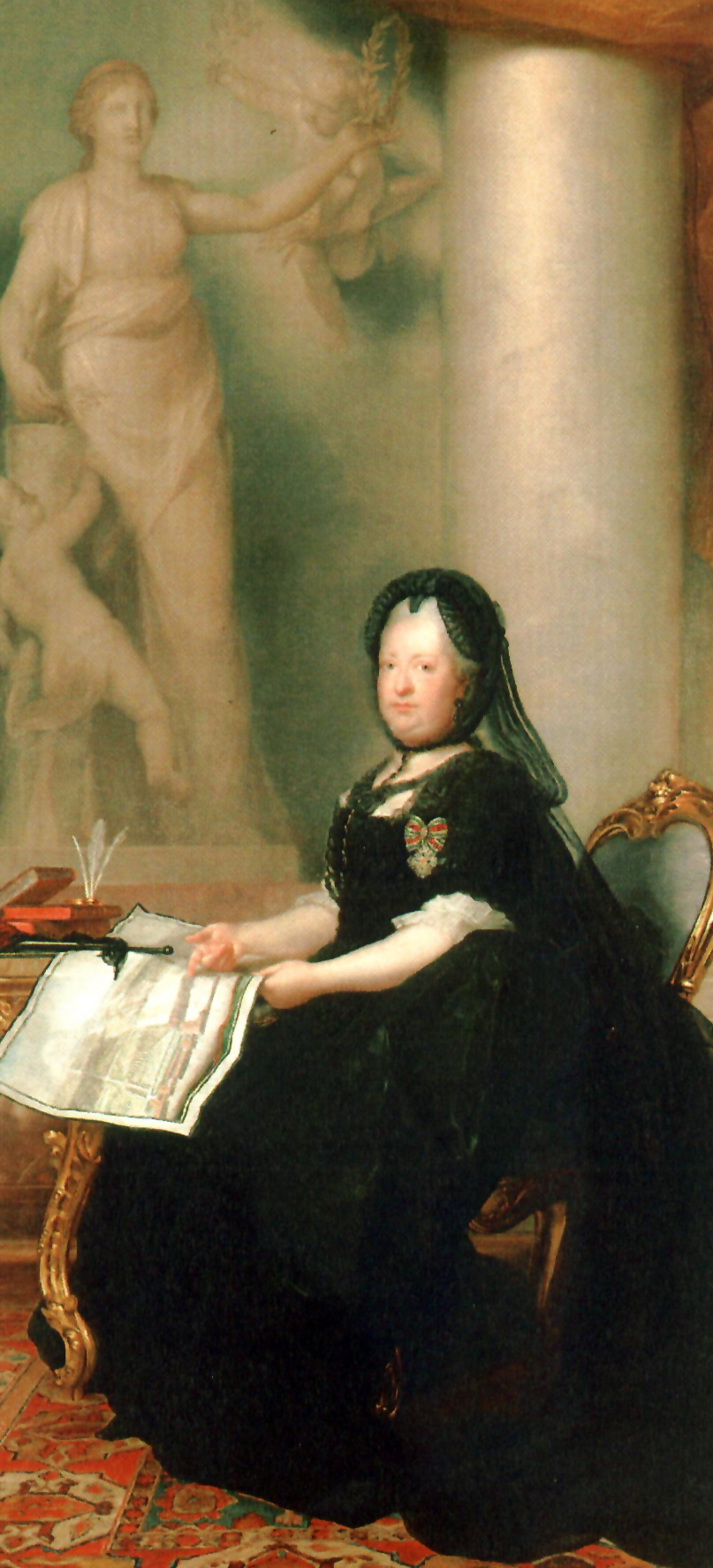
マリア・テレジア 1773年